# Jamie Oliver

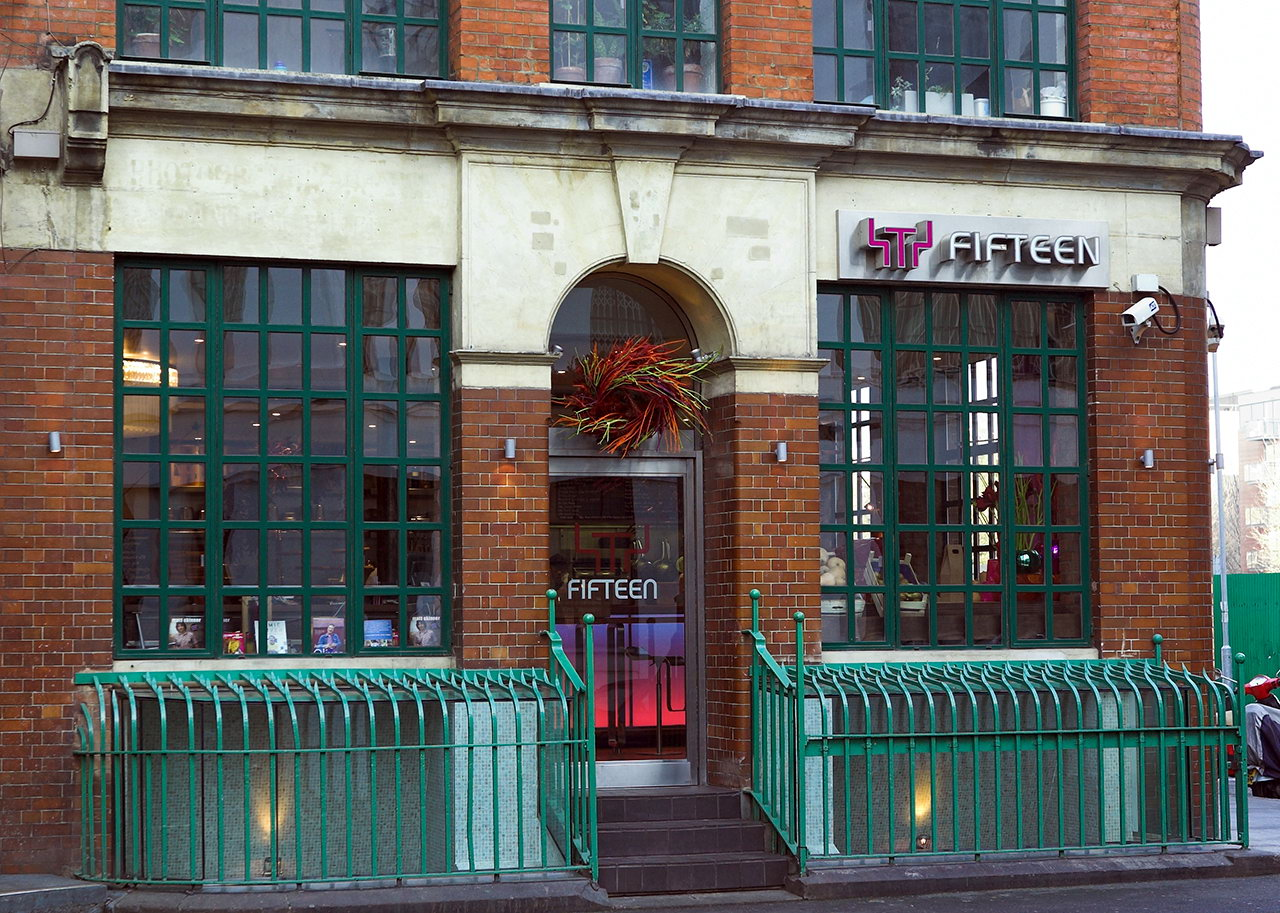
Jamie Olivers restaurang Fifteen i London (stängdes permanent 2019).

James Trevor "Jamie" Oliver, född 27 maj 1975 i Clavering, Essex, är en brittisk kock, programledare, författare och TV-personlighet. Han har gjort flera TV-serier om matlagning, bland annat Den nakna kocken. 
Jamie Oliver började laga mat redan som åttaåring i föräldrarnas pub i norra Essex. Han utbildade sig till kock vid Westminster Kingsway College och har sedan dess arbetat bland annat på  restaurangerna Neal Street Restaurant och River Café i London.
Olivers humoristiska och engagerade stil har lett till stora framgångar som i sin tur gjort att flera matlagningsrelaterade produkter marknadsförs med hjälp av Olivers namn. Oliver ägde också en egen restaurangkedja, Fifteen, med restauranger i London, Melbourne, Cornwall samt i Asien. Dessa gick i likvid 2019.
År 2008 startade Oliver ett nytt projekt kallat "Jamies matrevolution". Han ansåg att den brittiska befolkningen åt för ohälsosamt och tror att större delen beror på att de köper mycket färdigmat bara för att de inte kan laga mat själva. Hans dokumentär om staden Rochester, där han börjar sin revolution, blev en succé och har sänts i många länder. Hans idé grundar på filmen "Pay It Forward" där en ung pojke förlitar sig på det goda i människan och gör tre goda gärningar för tre olika människor och säger till dem att göra samma sak.